# Craqueo
El craqueo  o cracking es un proceso químico por el cual se quiebran las moléculas de un compuesto produciendo así compuestos más simples.

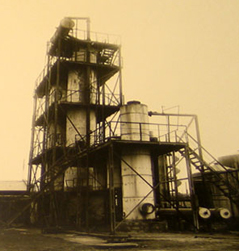
Refinería de craqueo de Shújov, Bakú, URSS, 1934

El procedimiento original, todavía en uso, empleaba calor y presión y se denomina «craqueo térmico» a una temperatura de 810-850 °C («proceso de craqueo Shujov»). Después se ideó un nuevo método: el «craqueo catalítico», a una temperatura de 450-500 °C, el cual utiliza un catalizador (sustancia que ayuda a que hayan cambios químicos sin modificarse ella misma). En el caso de este tipo de craqueo, el catalizador (como Al2O3 o SiO2) es una especie de arcilla que puede darse en forma de terrones, píldoras, granos pequeños o como un polvo superfino y cuya acción desintegradora, sumada a la del calor y la presión, favorece el fraccionamiento en componentes más livianos y produce más y mejores compuestos como resultado.
Una modalidad moderna de craqueo catalítico del petróleo es el proceso fluido. Este utiliza un fluid cat cracker, que es una máquina de, en algunos casos, hasta sesenta metros de altura. A lo largo de kilómetros de tuberías y reactores circulan a elevadas temperaturas grandes cantidades de vapor, aire y catalizador pulverizado. A determinada altura de la operación los finísimos granos del catalizador se revisten del carbón separado del petróleo, y dejan entonces de actuar mediante la acción de un regenerador; sin embargo, se quema y consume el carbón, y el catalizador queda nuevamente en condiciones de funcionar seguidamente una y otra vez.
En el proceso fluido el catalizador es tan fino que cuando es agitado en mezcla con aire u otros gases, aumenta su volumen y fluye como un líquido, pudiendo así ser controlado por válvulas. Este modo de trabajar con una sustancia sólida como si se tratara de un fluido ha constituido un progreso de las labores de refinería.
El craqueo del petróleo permite obtener de un barril de petróleo crudo una cantidad dos veces mayor de fracción ligera (naftas) que la extraída por simple destilación. Actualmente es un procedimiento fundamental para la producción de gasolina de alto octanaje.

## Historia y patentes
Entre varias variantes de métodos de craqueo térmico (conocidos como "proceso de craqueo Shujov", "proceso de craqueo Burton", "proceso de craqueo Burton-Humphreys" y "proceso de craqueo Dubbs") Vladímir Shújov, un ingeniero ruso, inventó y patentó el primero en 1891 (URSS, patente número. 12926, 7 de noviembre de 1891). Una instalación se utilizó de forma limitada en Rusia, pero el desarrollo no fue seguido. En la primera década del siglo XX, los ingenieros estadounidenses William Merriam Burton y Robert E. Humphreys desarrollaron y patentaron de forma independiente un proceso similar al de la patente estadounidense número 1.049.667, el 8 de junio de 1908. Entre sus ventajas estaba el hecho de que tanto el condensador como la caldera se mantenían continuamente bajo presión.
En sus versiones anteriores era un proceso por lotes, en lugar de continuo, y muchas patentes debían seguir en los Estados Unidos y Europa, aunque no todas eran prácticas. En 1924, una delegación de la American Sinclair Oil Corporation visitó a Shujov. Al parecer, Sinclair Oil deseaba sugerir que la patente de Burton y Humphreys, en uso por Standard Oil, se derivó de la patente de Shujov para el craqueo de petróleo, como se describe en la patente rusa. Si eso pudiera establecerse, podría fortalecer la mano de compañías estadounidenses rivales que deseen invalidar la patente de Burton-Humphreys. En el caso de que Shujov satisficiera a los estadounidenses que, en principio, el método de Burton se parecía mucho a sus patentes de 1891, aunque su propio interés en el asunto era principalmente establecer que "la industria petrolera rusa podría construir fácilmente un aparato de craqueo de acuerdo con cualquiera de los sistemas descritos sin ser acusado por los estadounidenses de pedir prestado gratis".
En ese momento, solo unos años después de la revolución rusa y la brutal guerra civil rusa, la Unión Soviética estaba desesperada por desarrollar la industria y obtener divisas, por lo que su industria petrolera finalmente obtuvo gran parte de su tecnología de compañías extranjeras, en su mayoría estadounidenses. Aproximadamente en ese momento, el craqueo catalítico fluido estaba siendo explorado y desarrollado y pronto reemplazó la mayoría de los procesos de craqueo puramente térmico en la industria de procesamiento de combustibles fósiles. El reemplazo no fue completo, ya que muchos tipos de grietas, incluidas las grietas térmicas puras, todavía están en uso, dependiendo de la naturaleza de la materia prima y de los productos necesarios para satisfacer las demandas del mercado. El craqueo térmico sigue siendo importante, por ejemplo, en la producción de nafta, gasóleo y coque, y se han desarrollado formas más sofisticadas de craqueo térmico para diversos fines. Estos incluyen visbreaking, craqueo a vapor y coque.

## Metodologías de craqueo

### Craqueo térmico
El craqueo térmico moderno a alta presión funciona a presiones absolutas de aproximadamente 7000 kPa. Se puede observar un proceso general de desproporción, donde se forman productos "ligeros" ricos en hidrógeno a expensas de moléculas más pesadas que se condensan y se agotan de hidrógeno. La reacción real se conoce como fisión homolítica y produce alquenos, que son la base para la producción económicamente importante de polímeros.
El craqueo térmico se usa actualmente para "actualizar" fracciones muy pesadas o para producir fracciones o destilados livianos, combustible para quemadores y/o coque de petróleo. Dos extremos del craqueo térmico en términos de gama de productos están representados por el proceso de alta temperatura llamado "craqueo por vapor" o pirólisis (ca. 750 °C a 900 °C o más) que produce etileno valioso y otras materias primas para la industria petroquímica. El coque retardado de temperatura más suave (aprox. 500 °C) puede producir, bajo las condiciones adecuadas, coque de aguja, es decir un coque de petróleo altamente cristalino utilizado en la producción de electrodos para el acero e industrias del aluminio.
William Merriam Burton desarrolló uno de los primeros procesos de craqueo térmico en 1912 que funcionó a 370–400 °C y una presión absoluta de 90 psi (620 kPa) y fue conocido como el proceso de Burton. Poco después, en 1921, CP Dubbs, un empleado de Universal Oil Products Company, desarrolló un proceso de craqueo térmico algo más avanzado que operaba a 400–460 °C y era conocido como el proceso Dubbs. El proceso de Dubbs fue utilizado ampliamente por muchas refinerías hasta principios de la década de 1940, cuando comenzó a utilizarse el craqueo catalítico.

### Grietas de vapor
El craqueo a vapor es un proceso petroquímico en el que los hidrocarburos saturados se descomponen en hidrocarburos más pequeños, a menudo insaturados. Es el principal método industrial para producir los alquenos más ligeros (o comúnmente olefinas), incluidos el eteno (o etileno) y el propeno (o propileno). Las unidades de craqueo a vapor son instalaciones en las que una materia prima como nafta, gas licuado de petróleo (GLP), etano, propano o butano se agrieta térmicamente mediante el uso de vapor en un banco de hornos de pirólisis para producir hidrocarburos más ligeros.
En el craqueo con vapor, una alimentación de hidrocarburos líquidos o gaseosos como la nafta, el GLP o el etano se diluye con vapor y se calienta muy poco en un horno sin la presencia de oxígeno. Típicamente, la temperatura de reacción es muy alta, alrededor de 850 °C, pero la reacción solo se permite muy brevemente. En los hornos de craqueo modernos, el tiempo de residencia se reduce a milisegundos para mejorar el rendimiento, lo que resulta en velocidades de gas hasta la velocidad del sonido. Después de alcanzar la temperatura de craqueo, el gas se enfría rápidamente para detener la reacción en un intercambiador de calor de línea de transferencia o dentro de un cabezal de enfriamiento, utilizando aceite de enfriamiento rápido.
Los productos producidos en la reacción dependen de la composición de la alimentación, la relación de hidrocarburos a vapor, y de la temperatura de craqueo y el tiempo de residencia del horno. Las alimentaciones de hidrocarburos ligeros como el etano, los GLP o la nafta ligera proporcionan corrientes de producto ricas en alquenos más ligeros, incluidos etileno, propileno y butadieno. Los alimentos con hidrocarburos más pesados (gama completa y naftas pesadas, así como otros productos de refinería) dan algunos de estos, pero también dan productos ricos en hidrocarburos aromáticos e hidrocarburos adecuados para su inclusión en gasolina o fuel oil.
Una temperatura de craqueo más alta (también conocida como gravedad) favorece la producción de eteno y benceno, mientras que una gravedad más baja produce mayores cantidades de propeno, hidrocarburos C4 y productos líquidos. El proceso también resulta en la deposición lenta de coque, una forma de carbono., en las paredes del reactor. Esto degrada la eficiencia del reactor, por lo que las condiciones de reacción están diseñadas para minimizar esto. No obstante, un horno de craqueo a vapor generalmente solo puede funcionar durante unos meses a la vez entre las cocciones de coquización. Los decokes requieren que el horno se aísle del proceso y luego se hace pasar un flujo de vapor o una mezcla de vapor/aire a través de las bobinas del horno. Esto convierte la capa de carbono sólido duro en monóxido de carbono y dióxido de carbono. Una vez que se completa esta reacción, el horno puede volver a ponerse en servicio.

#### Detalles del proceso
Las áreas de una planta de etileno son:
1. Hornos de craqueo a vapor;
2. recuperación de calor primaria y secundaria con enfriamiento rápido;
3. un sistema de reciclaje de vapor de dilución entre los hornos y el sistema de enfriamiento rápido;
4. compresión primaria del gas craqueado (3 etapas de compresión);
5. eliminación de sulfuro de hidrógeno y dióxido de carbono (eliminación de gases ácidos);
6. compresión secundaria (1 o 3 etapas);
7. secado del gas agrietado;
8. tratamiento criogénico;
9. toda la corriente fría de gas agrietado va a la torre del desmetanizador. La corriente aérea desde la torre del desmetanizador consiste en todo el hidrógeno y metano que había en la corriente de gas agrietada. El tratamiento criogénico (−157 °C) que trata esta corriente aérea separa el hidrógeno del metano. La recuperación de metano es crítica para la operación económica de una planta de etileno.
10. La corriente de fondo desde la torre desmetanizadora va a la torre desethanizadora. La corriente aérea desde la torre desethanizadora consta de todos los C2 que estaban en la corriente de gas agrietada. La corriente contiene acetileno, que es explosivo por encima de 200 kPa (29 psi). Si se espera que la presión parcial de acetileno supere estos valores, las corrientes están parcialmente hidrogenadas. El producto etileno se toma de la parte superior de la torre y el etano que proviene del fondo del divisor se recicla a los hornos para que se vuelva a agrietar;
11. La corriente de fondo desde la torre del desetanizador va a la torre del despropanizador. La corriente aérea desde la torre del despropanizador consiste en todo el C3 que estaban en la corriente de gas agrietada. Antes de alimentar a la C3 a la C3 divisor, la corriente se hidrogena para convertir la mezcla de metilacetileno y propadieno (aleno). Esta secuencia se envía a la C3 divisor. El divisor es producto de propileno y la corriente inferior es propano que se envía de vuelta a los hornos para su craqueo o se usa como combustible.
12. La corriente inferior de la torre del despropanizador se alimenta a la torre del debutanizador. El flujo general desde el debutanizador es todo el C4 que estaban en la corriente de gas agrietada. La corriente inferior del debutanizador (gasolina de pirólisis ligera) consiste en todo lo que está en la corriente de gas agrietado que es C5 o más pesado.

Dado que la producción de etileno es intensiva en energía, se ha dedicado mucho esfuerzo a recuperar el calor del gas que sale de los hornos. La mayor parte de la energía recuperada del gas craqueado se usa para producir vapor a alta presión (1200 psig). Este vapor, a su vez, se usa para impulsar las turbinas para comprimir gas craqueado, el compresor de refrigeración de propileno y el compresor de refrigeración de etileno. Una planta de etileno, una vez en funcionamiento, no necesita importar vapor para impulsar sus turbinas de vapor. Una planta típica de etileno a escala mundial (alrededor de 1,5 mil millones de libras de etileno por año) utiliza un compresor de gas agrietado de 45,000 caballos de fuerza (34,000 kW), un compresor de propileno de 30,000 hp (22,000 kW) y un compresor de etileno de 15,000 hp (11,000 kW).

### Craqueo catalítico fluido
El proceso de craqueo catalítico implica la presencia de catalizadores ácidos sólidos, generalmente sílice-alúmina y zeolitas. Los catalizadores promueven la formación de carbocationes, que experimentan procesos de reordenamiento y escisión de enlaces CC. En relación con el craqueo térmico, el craqueo del gato se produce a temperaturas más suaves, lo que ahorra energía. Además, al operar a temperaturas más bajas, el rendimiento de alquenos disminuye. Los alquenos causan inestabilidad de los combustibles de hidrocarburos.
El craqueo catalítico fluido es un proceso de uso común, y una refinería de petróleo moderna típicamente incluirá una galleta cat, particularmente en las refinerías en los Estados Unidos, debido a la alta demanda de gasolina. El proceso se utilizó por primera vez alrededor de 1942 y emplea un catalizador en polvo. Durante la Segunda Guerra Mundial, las Fuerzas Aliadas tenían abundantes suministros de los materiales en contraste con las Fuerzas del Eje, que sufrieron una grave escasez de gasolina y caucho artificial. Las implementaciones iniciales del proceso se basaron en un catalizador de alúmina de baja actividad y un reactor donde las partículas de catalizador se suspendieron en un flujo ascendente de hidrocarburos de alimentación en un lecho fluidizado.
En los diseños más nuevos, el agrietamiento se lleva a cabo utilizando un catalizador a base de zeolita muy activo en un tubo vertical de tiempo de contacto corto o con pendiente ascendente llamado "tubo ascendente". La alimentación precalentada se rocía en la base del tubo ascendente a través de boquillas de alimentación donde entra en contacto con el catalizador fluidizado extremadamente caliente a 666 a 760 °C. El catalizador caliente vaporiza la alimentación y cataliza las reacciones de craqueo que descomponen el aceite de alto peso molecular en componentes más livianos, incluidos GLP, gasolina y diésel. La mezcla de catalizador-hidrocarburo fluye hacia arriba a través del elevador durante unos segundos, y luego la mezcla se separa por medio de ciclones. Los hidrocarburos libres de catalizador se enrutan a un fraccionador principal para su separación en gas combustible, GLP, gasolina, nafta, aceites de ciclo ligero utilizados en diésel y combustible para aviones, y fuelóleo pesado.
Durante el viaje por el elevador, el catalizador de craqueo se "gasta" por reacciones que depositan coque en el catalizador y reducen en gran medida la actividad y la selectividad. El catalizador "gastado" se desacopla de los vapores de hidrocarburos rotos y se envía a un separador donde entra en contacto con el vapor para eliminar los hidrocarburos que quedan en los poros del catalizador. El catalizador "gastado" luego fluye hacia un regenerador de lecho fluidizado donde se usa aire (o en algunos casos aire más oxígeno) para quemar el coque para restaurar la actividad del catalizador y también proporcionar el calor necesario para el próximo ciclo de reacción, siendo el agrietamiento un reacción endotérmica. El catalizador "regenerado" luego fluye a la base del elevador, repitiendo el ciclo. 
La gasolina producida en la unidad FCC tiene un índice de octanaje elevado, pero es menos estable químicamente en comparación con otros componentes de gasolina debido a su perfil olefínico. Las olefinas en la gasolina son responsables de la formación de depósitos poliméricos en tanques de almacenamiento, conductos de combustible e inyectores. La FCC GLP es una fuente importante de C3 -C4 olefinas y el isobutano que son alimentaciones esenciales para la alquilación de proceso y la producción de polímeros tales como polipropileno.

### Hidrocraqueo
El hidrocraqueo es un proceso de craqueo catalítico asistido por la presencia de gas hidrógeno agregado. A diferencia de un hidrotratador, el hidrocraqueo utiliza hidrógeno para romper los enlaces CC (el hidrotratamiento se realiza antes del hidrocraqueo para proteger los catalizadores en un proceso de hidrocraqueo). En el año 2010, se procesaron 265 × 106 toneladas de petróleo con esta tecnología. La materia prima principal es el gasóleo de vacío, una fracción pesada de petróleo.
Los productos de este proceso son hidrocarburos saturados; dependiendo de las condiciones de reacción (temperatura, presión, actividad del catalizador) estos productos varían desde etano, GLP hasta hidrocarburos más pesados que consisten principalmente en isoparafinas. El hidrocraqueo normalmente se ve facilitado por un catalizador bifuncional que es capaz de reorganizar y romper las cadenas de hidrocarburos, además de agregar hidrógeno a compuestos aromáticos y olefinas para producir naftenos y alcanos. 
Los principales productos del hidrocraqueo son el combustible para aviones y el diésel, pero también se producen fracciones de nafta con bajo contenido de azufre y GLP. Todos estos productos tienen un contenido muy bajo de azufre y otros contaminantes. Es muy común en Europa y Asia porque esas regiones tienen una gran demanda de diésel y queroseno. En los Estados Unidos, el craqueo catalítico de fluidos es más común porque la demanda de gasolina es mayor.
El proceso de hidrocraqueo depende de la naturaleza de la materia prima y las tasas relativas de las dos reacciones en competencia, hidrogenación y craqueo. La materia prima aromática pesada se convierte en productos más livianos bajo un amplio rango de presiones muy altas (1,000-2,000 psi) y temperaturas bastante altas (400-800 °C), en presencia de hidrógeno y catalizadores especiales.
Las funciones principales del hidrógeno son, por lo tanto:
1. prevenir la formación de compuestos aromáticos policíclicos si la materia prima tiene un alto contenido parafínico,
2. reducción de la formación de alquitrán,
3. reducción de impurezas,
4. prevenir la acumulación de coque en el catalizador,
5. convertir los compuestos de azufre y nitrógeno presentes en la materia prima en sulfuro de hidrógeno y amoníaco, y
6. logrando combustible de alto número de cetano.

## Fundamentos
Fuera del sector industrial, el agrietamiento de los enlaces CC y CH es una reacción química rara. En principio, el etano puede sufrir homólisis:
CH3 CH3 → 2 CH3
Debido a que la energía de enlace CC es tan alta (377 kJ / mol),  esta reacción no se observa en condiciones de laboratorio. Los ejemplos más comunes de reacciones de craqueo implican reacciones retro -Diels-Alder. Es ilustrativo el craqueo térmico de diciclopentadieno para dar ciclopentadieno.